# دنیای تبهکاران
دنیای تبهکاران (به انگلیسی: Underworld) یک فیلم صامت جنایی به کارگردانی جوزف فون اشترنبرگ و هنری هاتاوی است که در سال ۱۹۲۷ منتشر شد. از بازیگران آن می‌توان به جرج بنکرافت، اولین برنت و لری سمون اشاره کرد.